# Harcer
Harcer (harceř) / harcerka (polsky harcerz / harcerka) je v širším významu každý člen harcerského hnutí, tj. polského skautingu, v užším pak ten člen harcerského hnutí, který náleží k určité věkové skupině, jejíž vymezení se v rámci různých harcerských organizací liší. 
Slovo má původ ve slově harcownik (česky harcovník), což např. býval rytíř pohybující se před hlavním tělesem armády a vyhledávající samostatné souboje s nepřátelskými oponenty, ještě před zahájením hlavní bitvy.
V ZHR jsou harcery v užším slova smyslu členové ve věku 10–16 let:
- členové ve věku 6–10 let, mladší věková skupina, jsou „pašáci“ (polsky Zuchy);
- členové ve věku 16+ let se nazývají „starší harceři“, starší věková skupina, „starší harceři“ či „poutníci“ (polsky wędrownicy).